# Cestida
I Cestidi (Cestida Gegenbaur, 1856) sono un ordine di Ctenofori.  Comprendono una sola famiglia, Cestidae, con due generi: Cestum e Velamen, ognuno contenente una sola specie.

## Descrizione
Al contrario degli altri ctenofori il corpo dei cestidi è di forma allungata e piatta simile ad un lungo nastro. I due tentacoli caratteristici sono corti e due delle quattro paia di file di pettini sono molto ridotte. Questa forma particolare del corpo gli permette di nuotare con movimenti ondulati. La specie più grande appartiene al genere Cestum: il cosiddetto cinto di Venere ha un corpo a forma di lungo nastro che può arrivare fino ad 1,5 metri di lunghezza.